# Neopelma chrysolophum
Neopelma chrysolophum là một loài chim trong họ Pipridae.